# Prvenstvo Osječkog nogometnog podsaveza – Provincija 1935./36.
Natjecanje za prvenstvo Provincije Osječkog nogometnog podsaveza u sezoni 1935./36. 
  
Prvak je bio klub "Sloga" iz Vinkovaca. 

## Sustav natjecanja
29 klubova je bilo ždrijebano u sedam skupina – Župa (prije ili tijekom natjecanja je odustalo nekoliko klubova). Natjecanje po župama je igrano dvostrukim ligaškim sustavom. 
 
U završnicu (doigravanje) za prvaka Provincije su se plasirali prvaci župa, te je igrana po dvostrukom kup-sustavu. 
 
Prvak Provincije je ostvario plasman u I. razred prvenstva Osječkog podsaveza. 

## Natjecanje po župama
| mj. | klub                 | ut. | pob. | ner. | por. | gol+ | gol- | bod |
| --- | -------------------- | --- | ---- | ---- | ---- | ---- | ---- | --- |
| 1.  | Šparta Beli Manastir | 8   | 8    | 0    | 0    | 36   | 3    | 16  |
| 2.  | Jadran Branjin Vrh   | 8   | 5    | 0    | 3    | 16   | 10   | 10  |
| 3.  | Belje Kneževo        | 8   | 5    | 0    | 3    | 20   | 14   | 10  |
| 4.  | Baranja Darda        | 8   | 2    | 0    | 6    | 9    | 23   | 4   |
| 5.  | Zmaj Zmajevac        | 8   | 0    | 0    | 8    | 0    | 31   | 0   |

| kratica | klub                 | BAR | BELJ | JAD | ŠPA | ZMAJ |
| --- | -------------------- | --- | ---- | --- | --- | ---- |
| BAR | Baranja Darda        |     |      |     |     |      |
| BELJ | Belje Kneževo        |     |      |     |     |      |
| JAD | Jadran Branjin Vrh   |     |      |     |     |      |
| ŠPA | Šparta Beli Manastir |     |      |     |     |      |
| ZMAJ | Zmaj Zmajevac        |     |      |     |     |      |
| |                      |     |      |     |     |      |
| podebljan rezultat - utakmice od 1. do 5. kola (1. utakmica između klubova) rezultat normalne debljine - utakmice od 6. do 10. kola (2. utakmica između klubova) rezultat nakošen - nije vidljiv redoslijed odigravanja međusobnih utakmica iz dostupnih izvora rezultat smanjen * - iz dostupnih izvora nije uočljiv domaćin susreta prekrižen rezultat - poništena ili brisana utakmica p - utakmica prekinuta 3:0 p.f. / 0:3 p.f. - rezultat 3:0 bez borbe n.i. - nije igrano |                      |     |      |     |     |      |

| mj. | klub             | ut.                    | pob.                   | ner.                   | por.                   | gol+                   | gol-                   | bod                    |
| --- | ---------------- | ---------------------- | ---------------------- | ---------------------- | ---------------------- | ---------------------- | ---------------------- | ---------------------- |
| 1.  | BATA Borovo      | 2                      | 2                      | 0                      | 0                      | 8                      | 0                      | 4                      |
| 2.  | Šparta Vukovar   | 2                      | 0                      | 0                      | 2                      | 0                      | 8                      | 0                      |
|     | Fruškogorac Šid  | odustali od natjecanja | odustali od natjecanja | odustali od natjecanja | odustali od natjecanja | odustali od natjecanja | odustali od natjecanja | odustali od natjecanja |
|     | RZ Šidski SK Šid | odustali od natjecanja | odustali od natjecanja | odustali od natjecanja | odustali od natjecanja | odustali od natjecanja | odustali od natjecanja | odustali od natjecanja |

| kratica | klub             | BATA | ŠPA | FRU | RZŠSK |
| --- | ---------------- | ---- | --- | --- | ----- |
| BATA | BATA Borovo      |      |     |     |       |
| ŠPA | Šparta Vukovar   |      |     |     |       |
| FRU | Fruškogorac Šid  |      |     |     |       |
| RZŠSK | RZ Šidski SK Šid |      |     |     |       |
| |                  |      |     |     |       |
| podebljan rezultat - 1. utakmica između klubova rezultat normalne debljine - 2. utakmica između klubova rezultat nakošen - nije vidljiv redoslijed odigravanja međusobnih utakmica iz dostupnih izvora rezultat smanjen * - iz dostupnih izvora nije uočljiv domaćin susreta prekrižen rezultat - poništena ili brisana utakmica p - utakmica prekinuta 3:0 p.f. / 0:3 p.f. - rezultat 3:0 bez borbe n.i. - nije igrano |                  |      |     |     |       |

| mj. | klub             | ut. | pob. | ner. | por. | gol+ | gol- | bod |
| --- | ---------------- | --- | ---- | ---- | ---- | ---- | ---- | --- |
| 1.  | Konkordija Brčko | 4   | 4    | 0    | 0    | 12   | 0    | 8   |
| 2.  | Građanski Brčko  | 4   | 2    | 0    | 2    | 6    | 6    | 4   |
| 3.  | Šimšir Orašje    | 4   | 0    | 0    | 4    | 0    | 12   | 0   |

| kratica | klub             | GRA | KON | ŠIM |
| --- | ---------------- | --- | --- | --- |
| GRA | Građanski Brčko  |     |     |     |
| KON | Konkordija Brčko |     |     |     |
| ŠIM | Šimšir Orašje    |     |     |     |
| |                  |     |     |     |
| podebljan rezultat - 1. utakmica između klubova rezultat normalne debljine - 2. utakmica između klubova rezultat nakošen - nije vidljiv redoslijed odigravanja međusobnih utakmica iz dostupnih izvora rezultat smanjen * - iz dostupnih izvora nije uočljiv domaćin susreta prekrižen rezultat - poništena ili brisana utakmica p - utakmica prekinuta 3:0 p.f. / 0:3 p.f. - rezultat 3:0 bez borbe n.i. - nije igrano |                  |     |     |     |

| mj. | klub                     | ut. | pob. | ner. | por. | gol+ | gol- | bod |
| --- | ------------------------ | --- | ---- | ---- | ---- | ---- | ---- | --- |
| 1.  | Sloga Vinkovci           | 10  | 8    | 0    | 2    | 25   | 8    | 16  |
| 2.  | Certissa Đakovo          | 10  | 7    | 0    | 3    | 28   | 15   | 14  |
| 3.  | Cibalija Vinkovci        | 10  | 5    | 1    | 4    | 19   | 17   | 11  |
| 4.  | Građanski Đakovo         | 10  | 5    | 0    | 5    | 22   | 16   | 10  |
| 5.  | ŽAK Vinkovci             | 10  | 4    | 1    | 5    | 17   | 18   | 9   |
| 6.  | Obrtna omladina Vinkovci | 10  | 0    | 0    | 10   | 6    | 43   | 0   |

| kratica | klub                     | CER | CIB | GRA | OBO | SLO | ŽAK |
| --- | ------------------------ | --- | --- | --- | --- | --- | --- |
| CER | Certissa Đakovo          |     |     |     |     |     |     |
| CIB | Cibalija Vinkovci        |     |     |     |     |     |     |
| GRA | Građanski Đakovo         |     |     |     |     |     |     |
| OBO | Obrtna omladina Vinkovci |     |     |     |     |     |     |
| SLO | Sloga Vinkovci           |     |     |     |     |     |     |
| ŽAK | ŽAK Vinkovci             |     |     |     |     |     |     |
| |                          |     |     |     |     |     |     |
| podebljan rezultat - 1. utakmica između klubova rezultat normalne debljine - 2. utakmica između klubova rezultat nakošen - nije vidljiv redoslijed odigravanja međusobnih utakmica iz dostupnih izvora rezultat smanjen * - iz dostupnih izvora nije uočljiv domaćin susreta prekrižen rezultat - poništena ili brisana utakmica p - utakmica prekinuta 3:0 p.f. / 0:3 p.f. - rezultat 3:0 bez borbe n.i. - nije igrano |                          |     |     |     |     |     |     |

| mj. | klub                     | ut.                    | pob.                   | ner.                   | por.                   | gol+                   | gol-                   | bod                    |
| --- | ------------------------ | ---------------------- | ---------------------- | ---------------------- | ---------------------- | ---------------------- | ---------------------- | ---------------------- |
| 1.  | Građanski Donji Miholjac | 2                      | 1                      | 0                      | 1                      | 3                      | 2                      | 2                      |
| 2.  | Jovalija Valpovo         | 2                      | 1                      | 0                      | 1                      | 2                      | 3                      | 2                      |
|     | Željeznički ŠK Belišće   | odustali od natjecanja | odustali od natjecanja | odustali od natjecanja | odustali od natjecanja | odustali od natjecanja | odustali od natjecanja | odustali od natjecanja |
|     | Radnički Belišće         | odustali od natjecanja | odustali od natjecanja | odustali od natjecanja | odustali od natjecanja | odustali od natjecanja | odustali od natjecanja | odustali od natjecanja |
|     | Zanatlija Valpovo        | odustali od natjecanja | odustali od natjecanja | odustali od natjecanja | odustali od natjecanja | odustali od natjecanja | odustali od natjecanja | odustali od natjecanja |

| kratica | klub                     | GRA | JOV | RAD | ZAN | ŽELJ |
| --- | ------------------------ | --- | --- | --- | --- | ---- |
| GRA | Građanski Donji Miholjac |     |     |     |     |      |
| JOV | Jovalija Valpovo         |     |     |     |     |      |
| RAD | Radnički Belišće         |     |     |     |     |      |
| ZAN | Zanatlija Valpovo        |     |     |     |     |      |
| ŽELJ | Željeznički ŠK Belišće   |     |     |     |     |      |
| |                          |     |     |     |     |      |
| podebljan rezultat - 1. utakmica između klubova rezultat normalne debljine - 2. utakmica između klubova rezultat nakošen - nije vidljiv redoslijed odigravanja međusobnih utakmica iz dostupnih izvora rezultat smanjen * - iz dostupnih izvora nije uočljiv domaćin susreta prekrižen rezultat - poništena ili brisana utakmica p - utakmica prekinuta 3:0 p.f. / 0:3 p.f. - rezultat 3:0 bez borbe n.i. - nije igrano |                          |     |     |     |     |      |

| mj. | klub                       | ut. | pob. | ner. | por. | gol+ | gol- | bod |
| --- | -------------------------- | --- | ---- | ---- | ---- | ---- | ---- | --- |
| 1.  | Radnički Slavonska Požega  | 4   | 4    | 0    | 0    | 11   | 2    | 8   |
| 2.  | Građanski Slavonska Požega | 4   | 2    | 0    | 2    | 8    | 4    | 6   |
| 3.  | Trgovački Slavonska Požega | 4   | 0    | 0    | 4    | 0    | 12   | 0   |
|     |                            |     |      |      |      |      |      |     |
|     | UKUPNO                     | 12  | 6    | 0    | 6    | 19   | 18   |     |

| GRA | Građanski Slavonska Požega |  |  |  |  |  |
| RAD | Radnički Slavonska Požega  |  |  |  |  |  |
| TRG | Trgovački Slavonska Požega |  |  |  |  |  |
| |                            |  |  |  |  |  |
| podebljan rezultat - 1. utakmica između klubova rezultat normalne debljine - 2. utakmica između klubova rezultat nakošen - nije vidljiv redoslijed odigravanja međusobnih utakmica iz dostupnih izvora rezultat smanjen * - iz dostupnih izvora nije uočljiv domaćin susreta prekrižen rezultat - poništena ili brisana utakmica p - utakmica prekinuta 3:0 p.f. / 0:3 p.f. - rezultat 3:0 bez borbe n.i. - nije igrano |                            |  |  |  |  |  |

| mj. | klub                                | ut.                    | pob.                   | ner.                   | por.                   | gol+                   | gol-                   | bod                    |
| --- | ----------------------------------- | ---------------------- | ---------------------- | ---------------------- | ---------------------- | ---------------------- | ---------------------- | ---------------------- |
| 1.  | 1. JŠK Građanski Podravska Slatina  |                        |                        |                        |                        |                        |                        |                        |
|     | Virovitički Građanski ŠK Virovitica | odustali od natjecanja | odustali od natjecanja | odustali od natjecanja | odustali od natjecanja | odustali od natjecanja | odustali od natjecanja | odustali od natjecanja |
|     | Taninpila (Đurđenovac - Sušine)     | odustali od natjecanja | odustali od natjecanja | odustali od natjecanja | odustali od natjecanja | odustali od natjecanja | odustali od natjecanja | odustali od natjecanja |

## Za prvaka Provincije

### Sudionici
U natjecanje za prvaka Provincije su se plasirali prvaci Župa. 
| župa      | klub                               | napomene                                                                     |
| --------- | ---------------------------------- | ---------------------------------------------------------------------------- |
| I. župa   | Šparta Beli Manastir               |                                                                              |
| II. župa  | BATA Borovo                        | Borovo (kasnije Borovo Naselje) – danas dio naselja Vukovar                  |
| III. župa | Konkordija Brčko                   |                                                                              |
| IV. župa  | Sloga Vinkovci                     |                                                                              |
| V. župa   | Građanski Donji Miholjac           |                                                                              |
| VI. župa  | Radnički Slavonska Požega          | Slavonska Požega – tadašnji naziv za naselje Požega                          |
| VII. župa | 1. JŠK Građanski Podravska Slatina | odustali od natjecanja Podravska Slatina – tadašnji naziv za naselje Slatina |

### Rezultati
Igrano od kolovoza do listopada 1936. godine. 

 
podebljan rezultat – domaća utakmica za 1. klub u paru 
 
rezultat normalne debljine – gostujuća utakmica za 1. klub u paru  

I. kolo
| datumi                                | par                                                  | rezultati       | napomene                  |
| ------------------------------------- | ---------------------------------------------------- | --------------- | ------------------------- |
| 2. kolovoza 1936. 9. kolovoza 1936.   | Radnički Slavonska Požega - Građanski Donji Miholjac | 3:0 p.f 3:0 p.f | Radnički prošao bez borbe |
| 2. kolovoza 1936. 9. kolovoza 1936.   | BATA Borovo - Šparta Beli Manastir                   | 1:3 0:3         |                           |
| 16. kolovoza 1936. 23. kolovoza 1936. | Sloga Vinkovci - Konkordija Brčko                    | 6:0 3:0         |                           |

Poluzavršnica
| datumi                         | par                                   | rezultati | napomene |
| ------------------------------ | ------------------------------------- | --------- | -------- |
| 6. rujna 1936. 20. rujna 1936. | Šparta Beli Manastir - Sloga Vinkovci | 3:3 2:5   |          |

Završnica
| datumi                              | par                                        | rezultati | napomene                                                    |
| ----------------------------------- | ------------------------------------------ | --------- | ----------------------------------------------------------- |
| 27. rujna 1936. 11. listopada 1936. | Sloga Vinkovci - Radnički Slavonska Požega | 3:1 2:1   | Sloga prvak Provincije ONP te ostvarili plasman u I. razred |